# Юэ Миньцзюнь

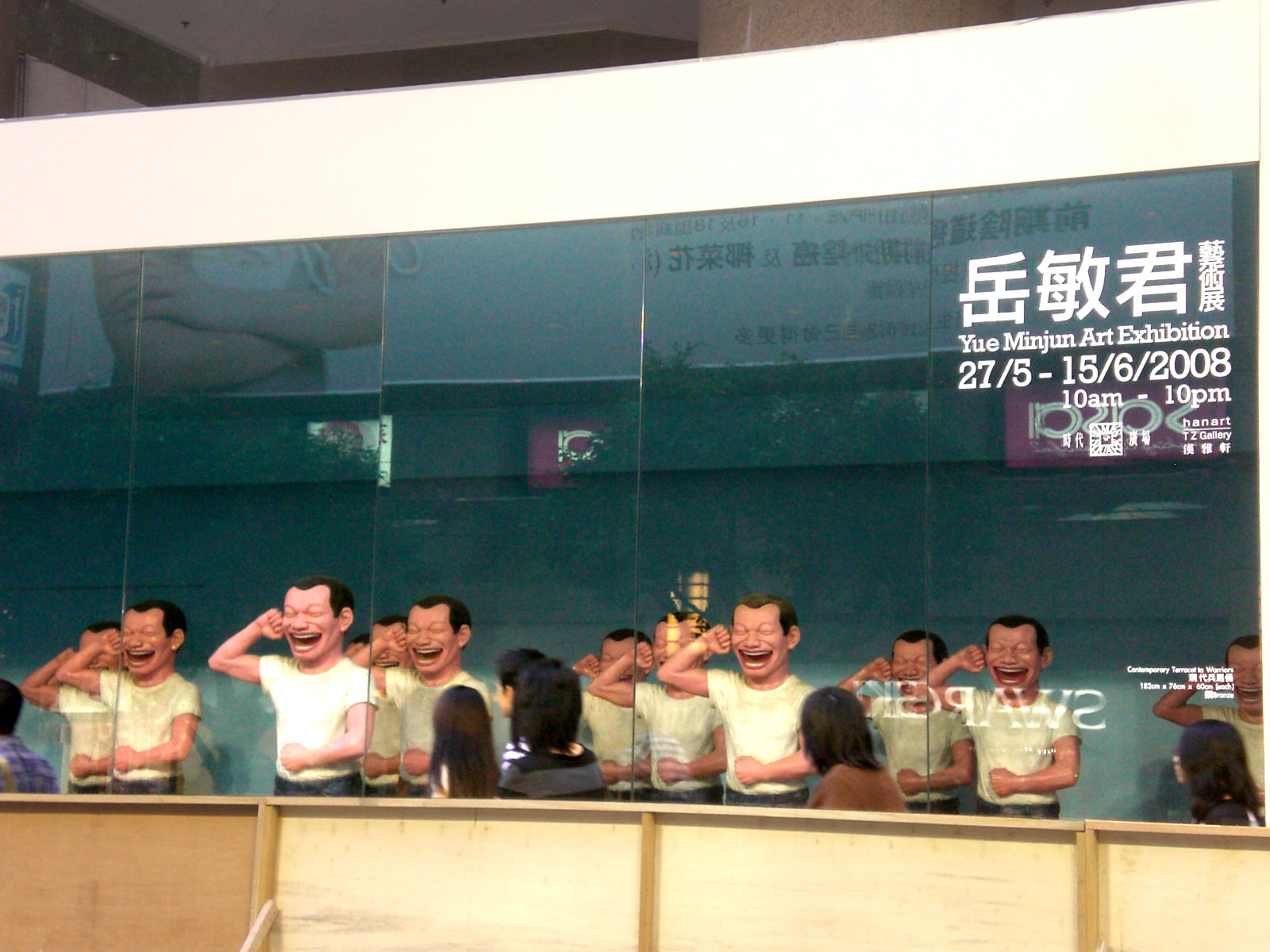
Yue Minjun Art Exhibition. Гонконг, 2008

 Юэ Миньцзю́нь  (кит. упр. 岳敏君, пиньинь  Yuè Mǐnjūn ; род. 1962) — один из самых популярных и дорогих современных китайских художников. Получил широкую известность благодаря автопортретам, на которых он изображает себя с застывшей на лице улыбкой, смеющимся во весь рот. Часто творчество художника наравне с работами Фан Лицзюня, Лю Вэя относят к школе «циничного реализма», однако сам художник не относит себя ни к каким направлениям и не считает себя циником.

## Биография
Юэ Миньцзюнь родился в 1962 г. в городском округе Дацин провинции Хэйлунцзян, в области, специализировавшейся на добыче нефти. Его подростковые годы пришлись на период «культурной революции». В 10 лет он начинает рисовать. Семья часто переезжала в связи с переводом родителей на разные государственные предприятия. В 1969 семья переехала в провинцию Хубэй, куда они были переведены, а в 1972 году — в Пекин.
После окончания школы в 1980 году Юэ Миньцзюнь стал работать инженером-электриком в государственной нефтедобывающей компании HaiYang в Тяньцзине, а 1983 году был переведён на нефтеперегонный завод в провинцию Хэбэй.
В 1985 году Юэ Миньцзюнь поступает в Хэбэйский педагогический университет, чтобы изучать масляную живопись. В 1987 г. он выставляет свои первые работы. После окончания университета в 1989 году Юэ Миньцзюнь возвращается в провинцию Хэбэй и становится преподавателем в педагогическом колледже при нефтедобывающей компании. В том же году, узнав, что в Национальной галерее должна пройти крупнейшая выставка китайского авангарда, он отправляется в Пекин. Однако за то время, что он ехал в поезде, власти запретили проведение выставки. Юэ Миньцзюнь задерживается в столице и покидает её за несколько дней до событий на площади Тяньаньмэнь.
В 1991 году Юэ вернулся в столицу и переехал в колонию художников в Юаньминъюане. Живопись не приносила дохода, поэтому время от времени он преподавал рисование или занимал деньги у родителей. Всё меняется, когда в 1992 г. Юэ Миньцзюнь продаёт свою работу за $1500 владельцу гонконгской Hanart Gallery.
С этого момента стоимость работ Юэ Миньцзюня постоянно растёт, иногда превышая миллион долларов, а его персональные выставки проводятся авторитетными галереями в различных частях света.

## Творчество

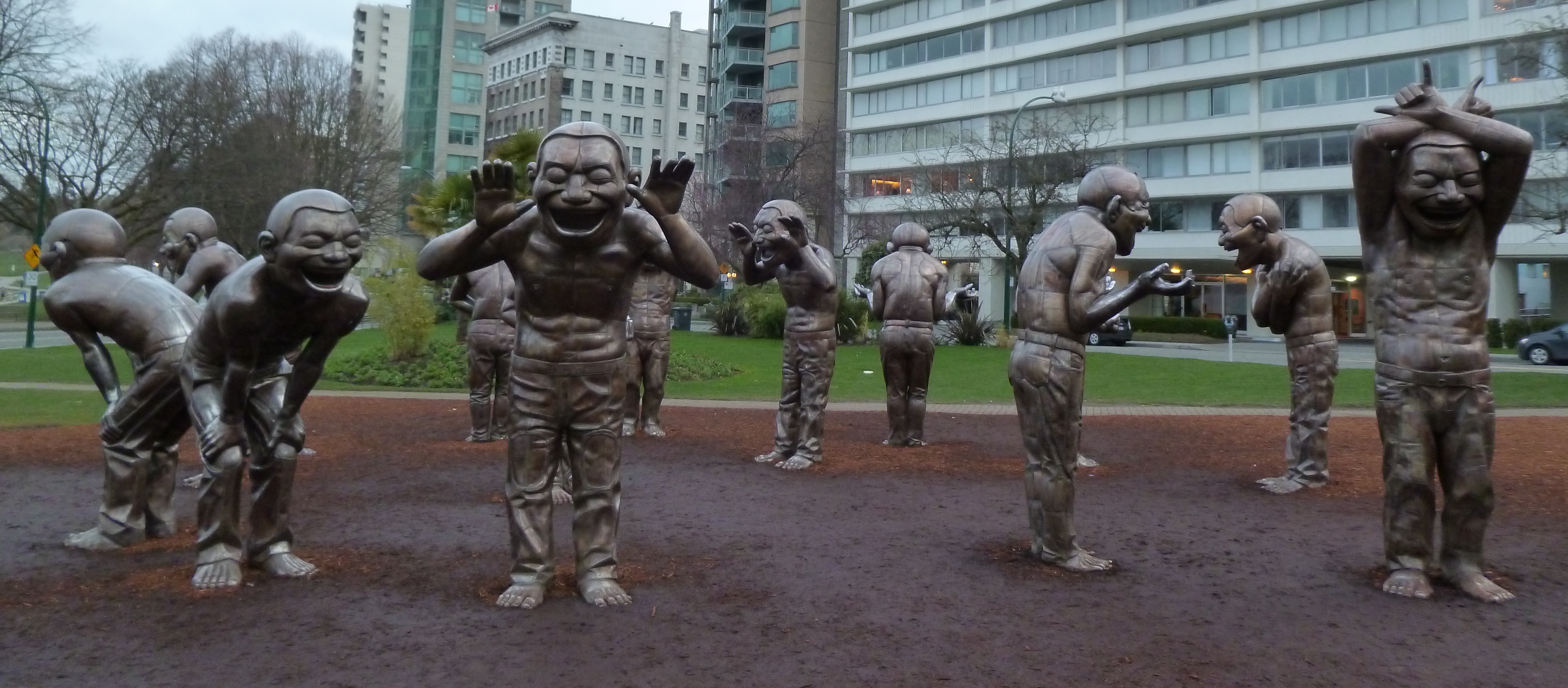
A-maze-ing Laughter Юэ Миньцзюня в Ванкувере

Критики относят творчество Юэ Миньцзюня к стилю циничного реализма. Однако сам автор не
считает себя циником и стремится познать окружающий мир. Так в одном из интервью он сказал:

 Я не отрицаю реальность, а подвергаю её сомнению. Любой, кто испытал то, что пережили китайцы в новейшее время, поймёт этот смех.

Свой стиль художник формировал на основе агитационных плакатов времен Культурной революции, которые он перерисовывал ещё в школьные годы. Создание постоянно улыбающегося персонажа, который встречается во всех произведениях художника, было реакцией на потрясение от событий на площади Тяньаньмэнь в 1989 году, когда против протестующих студентов была применена боевая техника. Сам художник так говорит об этом времени.

У меня изменилось настроение тогда. Я был расстроен, потому что осознал расстояние между реальностью и идеалом. Я желал создать свою формулу, которая позволяла бы соединить жизнь общества и его окружающую среду. Первым шагом было создание стиля, который точно бы выразил мои чувства. Начать нужно было с того, что я хорошо знаю, то есть, с себя самого.

Мотив улыбки в творчестве Юэ Миньцзюнь появился благодаря его коллеге Гэну Цзяньи. В 1989 году в Пекине Юэ увидел картину Гэна Цзяньи «The Second State», на которой были изображены автопортреты художника, на лице которого была улыбка. Однако улыбка на лице художника была натужна и неестественна, что отражало, не радость, а прямо противоположную эмоцию. В интервью The New York Times Юэ отметил:

История улыбки в Китае очень длинна. Мы знаем о будде Майтрее, обладающем знанием о будущем. Его часто изображают улыбающимся. Рядом с Майтреей обычно есть надпись, в которой говорится, что нужно быть оптимистом и смеяться в лицо реальности. Существуют также картины времён Культурной революции, точнее плакаты в советском стиле, на которых нарисованы счастливые смеющиеся люди. Но ведь мы видим в этих плакатах полную противоположность изображённому.

## Выставки

### Персональные выставки
- 1997 — Yue Minjun, Klaus Littmann Gallery, Базель, Швейцария
- 2000 — Red Ocean: Yue Min Jun, Chinese Contemporary, Лондон, Великобритания
- 2002 — Yue Min Jun: Handling, One World Art Center, Пекин, Китай
- 2002 — Soaking In Silly Laughter: One Of Art Singapore 2002, Soobin Art Gallery, Сингапур
- 2003 — Yue Min Jun, Meile Gallery, Швейцария
- 2003 — Yue Min Jun: Beijing Ironicals, Prüss & Ochs Gallery, Берлин, Германия
- 2004 — Yue Min Jun: Sculptures And Paintings, Schoeni Art Gallery, Гонконг, Китай
- 2005 — Post Auratic Self Portrayal of Yue Minjun, CP Foundation, Джакарта, Индонезия
- 2006 — Looking for Terrorists, Beijing, Commune, Пекин, Китай
- 2006 — Reproduction Icons: Yue Minjun Works, 2004—2006, He Xiangning Art Museum, Шэньчжэнь, Китай
- 2006 — Yue Minjun: Manipulation Series, Galerie Enrico Navarra, Париж, Франция
- 2007 — Yue Minjun: I Love Laughing, Asia Society, Нью-Йорк, США
- 2007 — Yue Minjun: Looking for Art, Beijing Commune, Пекин, Китай
- 2007 — Yue Minjun and the Symbolic Smile, Queens Museum, Нью-Йорк, США
- 2010 — The Spirit Scenes from Time Past : Yue Minjun Solo Exhibition of Paintings Series Landscapes with No One, Shanghai Gallery of Art, Шанхай, Китай
- 2011 — The Road, Pace Beijing, Пекин, Китай
- 2011 — The Archaeological Discovery in A.D. 3009, ARoS Aarhus Kunstmuseum, Орхус, Дания
- 2012 — Yue Minjun, Galleri S.E, Берген, Норвегия
- 2012 — Yue Minjun: L’Ombre du fou rire, Fondation Cartier pour l’art contemporain, Париж, Франция
- 2013 — Yue Minjun, Galerie Daniel Templon, Париж, Франция
- 2014 — Yue Minjun, Neo Idolatry, Macau Museum, Макао, Китай
- 2015 — Yue Minjun, The Nightingale, Brandts, Оденсе, Дания

### Коллективные выставки
- 1991 — «Contemporary Modern Art Exhibition», Пекинский Дом Дружбы, Китай
- 1992 — «Yuanmingyuan Artists Exhibition», Юаньминъюань, Пекин
- 1994 — «Faces Behind The Bamboo Curtain: Works Of Yue Min Jun And Yang Shao Bin», Художественная галерея Шоени, Гонконг
- 1995 — «Images of Women II», Художественная галерея Шоени, Гонконг
- 1995 — «Visions of China: Contemporary Chinese Painting by Chinese Masters», Pacific City Club, Бангкок, Таиланд
- 1995 — «Contemporary Chinese Oil Painting Exhibition: From Realism To Post-Modernism», Theoremes Gallery, Брюссель, Бельгия
- 1996 — China!, Bonn Art Museum, Germany; Kuenstlerhaus, Вена, Австрия
- 1997 — Quotation Marks: Chinese Contemporary Paintings, Сингапурский художественный музей, Сингапур
- 1997 — China Now, Tokyo, Japan; Базель, Швейцария.
- 1998 — The Grand Tour, Chinese Contemporary, Лондон, Великобритания
- 1998 — The First Exhibition Of The Upriver Gallery Collection, He Xiangning Art Gallery, Шэньчжэнь, Китай
- 1998 — It’s Me!-A Profile Of Chinese Contemporary Art In The 90s, Forbidden City & Tai Miao, Пекин, Китай
- 1998 — Beijing Prediction: Contemporary Art Of China, Пекин, Китай
- 1999 — Open Boundary: The 48th Venice Biennale, Венеция, Италия
- 1999 — Open Channels: The First Collecting Exhibition Of Dongyu Museum Of Fine Arts, Dongyu Museum, Шэньян, Китай
- 1999 — New Modernism For A New Millennium: Works By Contemporary Asian Artists From The Logan Collection, Linn Gallery, Сан-Франциско, США
- 2000 — Between Chengdu Upriver Residence, Kunming Upriver Club, Куньмин, Китай
- 2000 — Portraits Of Chinese Contemporaries, Культурный центр Франсуа Миттерана, Периго, Франция
- 2000 — «The Dutch Gasunie», Гронинген, Голландия
- 2000 — Our Friends, Галерея искусств Университета Баухаус, Веймар, Германия
- 2001 — Ornament And Abstractiono, Фонд Байелер, Базель, Швейцария
- 2001 — Hotpot: Chinese Contemporary Art, Kunstnernes Hus, Осло, Норвегия
- 2001 — Towards An New Image: Twenty Years Of Contemporary Chinese Painting, Национальный художественный музей, Пекин; Шанхайский художественный музей, Шанхай; Сычуаньский художественный музей, Ченду; Художественный музей Гуандун, Гуанчжоу, Китай
- 2001 — Song Zhuang, Staedtische Galerie Im Buntentor Bremen, Bremen; Kunstverein Ludwigshafen, Людвигсхафен-на-Рейне, Германия
- 2001 — «C’est Moi, C’est Nous», Galerie de France, Париж, Франция
- 2002 — Chinese Contemporary Art Exhibition, Red Land, China; Gwangju Art Museum, Корея
- 2002 — Korea And Chinese Painting 2002: New Expression, Seoul Culture & Art Center, Сеул, Корея
- 2002 — Chinese Contemporary Art, Rekjavik Art Museum, Исландия
- 2002 — A Point In Time-Changsha, Beauty Art Museum, Чанша, Китай
- 2002 — The First Guangzhou Triennial, Музей искусств Гуандуна, Китай
- 2002 — Inaugural Exhibition: Contemporary Terracotta Warriors, The Esplanade, Сингапур
- 2003 — From China With Art, Edwin Gallery & Indonesia National Gallery, Джакарта, Индонезия
- 2004 — Guangju Biennale 2004, Кванджу, Корея
- 2005 — Mahjong: Sigg Collection of Modern Chinese Art, Museum of Fine Arts, Берн, Швейцария
- 2006 — Radar: Selections from the Collection of Vicky and Kent Logan, Art Museum, Денвер, Колорадо, США
- 2007 — Energy: Spirit, Body, and Material— The First Today’s Document, Today Art Museum, Пекин, Китай
- 2008 — The Revolution Continues: New Chinese Art, Saatchi Gallery, Лондон, Великобритания
- 2009 — China in Transition: George Legrady und aktuelle chinesische Malerei, Stiftung Ahlers Pro Arte und Stiftung Kestner Pro Arte, Ганновер, Германия
- 2010 — The Construction Dimension: 2010, Chinese Contemporary Art International Exhibition, National Art Museum of China, Пекин, Китай
- 2011 — Surreal Versus Surrealism in Contemporary Art, Instituto Valenciano de Arte Moderno, Валенсия, Испания
- 2012 — Face: Exhibition, Minsheng Art Museum, Шанхай, Китай
- 2014 — West Says East Says, United Art Museum Wuhan, Ухань, Хубэй, Китай
- 2015 — Face To Face, Ethan Cohen Fine Arts, Нью-Йорк, США